# Jargo
Jargo (2004) ist ein deutscher Film, der in der Reihe „14Plus“ auf der Berlinale 2004 uraufgeführt wurde. Im Rahmen des Debüt im Ersten wurde Jargo erstmals am 25. August 2005 im Fernsehen ausgestrahlt.
Beim Sarajevo Film Festival gewann Jargo in der Reihe Teenarena die Preise für Best Film und den Audience Award, im Rahmen des norwegischen Filmpreises Amanda wurde Jargo in der Kategorie Best Nordic Newcomer nominiert, konnte sich allerdings nicht gegen Hip Hip Hora! durchsetzen.

## Handlung
Der 15-jährige Jargo kehrt nach dem Freitod des Vaters aus Saudi-Arabien nach Berlin zurück. Nach den Vorstellungen seines Vaters sollte er bis zu seinem 16. Geburtstag „ein Mann werden“. Dazu gehört zum einen das sogenannte „erste Mal“ aber auch ein „guter Freund“. Jargo versucht sich den Herausforderungen in seiner neuen Heimat zu stellen und sich in der abweisenden Umgebung einer Hochhaussiedlung zurechtfinden. Er lernt zunächst die sympathische Emilia kennen, die ihm hilft und als potentielle Kandidatin für das „erste Mal“ in Frage käme. Auf sein Ansinnen zunächst einmal andere Mädchen kennenzulernen, reagiert sie wenig begeistert. Er fühlt sich hier sehr fremd und versucht sich Respekt zu verschaffen. Er bewundert den türkischen Kleinkriminellen Kamil, der in seinen Augen cool und ein echter Kerl ist. Die beiden werden gute Freunde. Doch bald kommt es zwischen Kamil und Jargo zu Spannungen, weil sich Jargo ausgerechnet an die geheimnisvolle Mona heranmacht. Kamil plant indessen einen Einbruch bei den „Filipinos“ an dem Jargo teilnehmen soll. Jargo hat sich inzwischen mit Mona eingelassen und ihr zudem noch Drogen besorgt, von denen sie eigentlich wegkommen sollte. Kurz vor dem Einbruch erfährt Kamil von dem Stelldichein zwischen Mona und Jargo und er lässt diesen aus Eifersucht in eine Falle laufen.

## Kritik
Das Lexikon des internationalen Films urteilte, die Produktion sei:

„ein in Sprache und Haltung um Authentizität bemühtes, von überzeugenden Darstellern getragenes Jugenddrama, das die Protagonisten souverän durch die Untiefen des problemüberfrachteten Drehbuchs manövriert.“

Bei Cinema heißt es:

„Der in Rückblenden erzählte, übersinnlich angehauchte Mix aus Teeniemärchen und Sozialdrama wurde auf dem ‚Sarajevo Filmfest‘ prämiert, bleibt aber trotz exzellenter Darsteller viel zu verworren.“

Brandon Judell vom New York Theatre Wire beschrieb den Film am 21. Juli 2006 als „A mind-numbing feature that will have you disparaging the future of Teutonic youth“.